# Лангенлойс
Лангенлойс (нем. Langenlois) — город (Stadt) в Австрии, в федеральной земле Нижняя Австрия.
Входит в состав округа Кремс. Население — около 7,6 тыс. человек. Занимает площадь 67,12 км². Официальный код — 31322.

## Политическая ситуация
Бургомистр коммуны — Хуберт Майсль (АНП) по результатам выборов 2005 года.
Совет представителей коммуны (нем. Gemeinderat) состоит из 29 мест.
- АНП занимает 12 мест.
- СДПА занимает 8 мест.
- АПС занимает 6 мест.
- Зелёные занимают 3 места.